# 앗사부정
앗사부정(일본어: 厚沢部町)은 일본 홋카이도 남서부 히야마 진흥국 관내 남동부에 있는 농업·입업을 주산업으로 하는 정이다. 정명의 유래는 아이누어로, ‘앗사무’(アッ・サム, 유피(楡皮)의 근처), 또는 ‘하차무’(ハチャム, 앵두나무 섬) 등 여러 가지 설이 있다.

## 지리
히야마 관내 남동부에 위치한다. 북쪽으로 야쿠모정·모리정, 남쪽으로 가미노쿠니정·기코나이정, 동쪽으로 오토베정·에사시정, 서쪽으로 호쿠토시와 경계를 이룬다. 면적의 약 80%를 산림이 차지한다.

### 인접한 자치체
- 히야마 진흥국
  - 히야마군 에사시정, 가미노쿠니정
  - 니시군 오토베정

- 오시마 종합진흥국
  - 호쿠토시
  - 가미이소군 기코나이정
  - 후타미군 야쿠모정
  - 가야베군 모리정

## 역사
옛날에는 마쓰마에번의 영지였다. 1871년의 폐번치현 때는 아오모리현에 속했다. 1872년 홋카이도 개척사의 관할이 되었다. 1906년에 앗사부촌이 설치되었고 1963년에 정으로 승격해 현재에 이른다.

## 산업
기간산업은 농업과 임업이다.

## 교통

### 도로
- 국도 227호선